# Charles Nuitter
Charles-Louis-Étienne Truinet, dit Charles Nuitter, né le 24 avril 1828 à Paris 1er et mort le 24 février 1899 à Paris 8e, est un dramaturge et librettiste français.

## Biographie
Avocat à la Cour d'appel de Paris, il se passionne pour le théâtre, l'opéra et la danse et devient archiviste de l'Opéra de Paris. Il consacre tout son temps au classement, à la conservation et à l'enrichissement des archives.

En 1875, il écrit Le Nouvel Opéra, édité chez Hachette, et le dédie à son ami Charles Garnier. Sa dédicace commence ainsi : 

« Mon cher ami, Voici un petit volume qui ne t'apprendra rien. C'est à toi cependant que je l'offre, et j'inscris à la seconde page ton nom qui devrait être inscrit à la première. »

Il a collaboré à de nombreux livrets d’opéras, d’opéras-comiques, de pièces de théâtre, de ballets et de quelques nouvelles.

## Œuvres
- Charles Nuitter, La perruque de mon oncle : vaudeville en 1 acte présenté au théâtre des Folies Dramatiques le 7 août 1852, Paris, Giraud et Dagneau Libraires-Éditeurs, s. d. [après 1852], 32 p. (lire en ligne).
- Karnac, nouvelle en 14 pages publiée dans le Magasin des demoiselles d'avril 1861
- Les Bavards, opéra-bouffe en 2 actes, musique de Jacques Offenbach, présenté aux Bouffes-Parisiens le 20 février 1863 après avoir été créé le 11 juillet 1862 sous le titre Bavard et Bavarde à Bad Ems
- Il signor Fagotto (1863, Offenbach)
- Les Bavards (1863, Offenbach)
- Les Fées du Rhin (1864, Offenbach)
- Une fantasia (1865, Hervé)
- La Source (1866, Delibes et Minkus, chor. Arthur Saint-Léon — ballet)
- Vert-Vert, opéra-comique en 3 actes (avec Henri Meilhac), musique de Jacques Offenbach, créé à l'Opéra-Comique le 10 mars 1869
- La Princesse de Trébizonde, opéra-bouffe en 2, puis 3 actes (avec Étienne Tréfeu), musique de Jacques Offenbach. Création à Baden-Baden le 31 juillet 1869 (2 actes) et au Théâtre des Bouffes-Parisiens le 7 décembre 1869 (3 actes).
- Coppélia (1870, Delibes, chor. Arthur Saint-Léon — ballet)
- Boule de neige (1871, Offenbach)
- Whittington (1874, Offenbach)
- Maître Péronilla (1878, Offenbach)
- Le Cœur et la Main (1882, Lecocq)
- Les Jumeaux de Bergame, ballet-arlequinade adapté en 1885 de la comédie éponyme de Florian, musique de Théodore Lajarte
- La Volière de Charles Nuitter et Alexandre Beaume, Théâtre des Nouveautés  1888
- Hellé (1896, Duvernoy)

## Traductions
Charles Nuitter a traduit plusieurs livrets d'opéras, notamment plusieurs de Richard Wagner, dont il fut un ami et admirateur :
- Carl Maria von Weber, Obéron, livret en anglais de James Robinson Planché, adaptation de Charles Nuitter, Beaumont et Chazot ; texte sur Gallica.
- Richard Wagner, Rienzi, traduit avec Jules Guillaume ; texte sur Gallica.
- Richard Wagner, Le Vaisseau-fantôme.
- Richard Wagner, Tannhäuser ; texte sur Gallica.
- Richard Wagner, Lohengrin.
- Giuseppe Verdi, Macbeth, livret de Francesco Maria Piave; traduit avec A. Duveyrière.
- Giuseppe Verdi, Aida, livret d'Antonio Ghislanzoni ; traduit avec C. du Locle ; texte sur Gallica.